# Mesodasys hexapodus
Mesodasys hexapodus is een buikharige uit de familie Cephalodasyidae. Het dier komt uit het geslacht Mesodasys. Mesodasys hexapodus werd in 1968 voor het eerst wetenschappelijk beschreven door Rao & Ganapati. 